# Natrijev aluminat
Natrijev aluminat je pomembna anorganska spojina s poenostavljeno formulo NaAlO2. Je vmesni produkt v proizvodnji glinice po Bayerjevem postopku in surovina za mnogo drugih kemičnih procesov. Čista brezvodna spojina (anhidrid) je bela kristalasta trdnina s formulami NaAlO2, NaAl(OH)4 (hidrat), Na2O•Al2O3 ali Na2Al2O4. Tržni natrijev aluminat se dobavlja trden ali v raztopini. 
Natrijev aluminat se včasih imenujejo tudi spojine, pripravljene iz  Na2O in   Al2O3. Mednje spadajo Na5AlO4, ki vsebuje diskretne anione AlO5−
4, Na7Al3O8 in Na17Al5O16, ki vsebujeta kompleksne polimerne anione, in NaAl11O17, za katerega so bili dolgo časa prepričani, da je β-glinica oziroma β-aluminijev oksid.

## Struktura
Brezvodni natrijev aluminat, NaAlO2, tvori prostorsko mrežo z vogali povezanih tetraedrov AlO4. Hidrirana oblika,  NaAlO2•5/4H2O, je zgrajena iz slojev v obroče poveznih tetraedrov AlO4. Sloje povezujejo natrijevi ioni in vodikove vezi med vodikovimi atomi v molekuli vode in kisikovimi atomi v tetraedrih AlO4.

## Pridobivanje
- S  taljenjem zmesi aluminijevega oksida in natrijevim oksidom, natrijevim hidroksidom ali natrijevim karbonatom:

{\displaystyle {\mathsf {Na_{2}O+Al_{2}O_{3}\ {\xrightarrow {1200^{o}C}}\ 2NaAlO_{2}}}}
{\displaystyle {\mathsf {2NaOH+Al_{2}O_{3}\ {\xrightarrow {900^{o}C}}\ 2NaAlO_{2}+H_{2}O}}}
{\displaystyle {\mathsf {Na_{2}CO_{3}+Al_{2}O_{3}\ {\xrightarrow {1000^{o}C}}\ 2NaAlO_{2}+CO_{2}}}}
- Z raztapljanjem aluminija v raztopini natrijevega hidroksida:

{\displaystyle {\mathsf {2NaOH+2H_{2}O+2Al\ {\xrightarrow {\ }}2NaAlO_{2}+3H_{2}}}}
Ko reakcije steče, je zelo eksotermna. Spremlja jo burno razvjanje vodika, zato je bila potencialni vir vodika za vozila z vodikovimi motorji. Raztopina produktov bolj verjetno vsebuje ione  [Al(OH)4]− ali morda [Al(H2O)2(OH)4]−.
- S kalciniranjem natrijevega tetrahidroksoaluminata:

{\displaystyle {\mathsf {Na[Al(OH)_{4}]\ {\xrightarrow {800^{o}C}}\ NaAlO_{2}+2H_{2}O}}}
- Industrijsko se proizvaja z raztapljanjem aluminijevega hidroksida (gibsit) v 20-25 % raztopini natrijevem hidroksida pri temperaturi malo pod vreliščem

{\displaystyle {\mathsf {Al(OH)_{3}+NaOH\ {\xrightarrow {\ }}NaAlO_{2}+2H_{2}O}}}
Produkt vsebuje 90% NaAlO2, 1% vode in 1% prostega NaOH.

## Kemijske lastnosti
- V reakciji z vodo s pretvori v aluminijev in natrijev  hidroksid:

{\displaystyle {\mathsf {NaAlO_{2}+2H_{2}O\ {\xrightarrow {\ }}\ NaOH+Al(OH)_{3}\downarrow }}}
- V alkalnem z vodo tvori natrijev tetrahidroksoaluminat:

{\displaystyle {\mathsf {NaAlO_{2}+2H_{2}O\ {\xrightarrow {OH^{-}}}\ Na[Al(OH)_{4}]}}}
- S kislinami tvori pripadajoče natrijeve in aluminijeve soli in vodo:

{\displaystyle {\mathsf {NaAlO_{2}+4HCl\ {\xrightarrow {\ }}\ NaCl+AlCl_{3}+2H_{2}O}}}

## Uporaba
Pri obdelavi vode se uporablja kot dodatek v sistemih za mehčanje vode, kot koagulant, ki zboljša flokulacijo koloidnih delcev, in za odstranjevanje raztopljenih silikatov in fosfatov. 
V gradbeništvu se uporablja za pospeševanja strjevanja betona, predvsem pri zmrzovanju. 
Uporablja se tudi v papirni industriji, za izdelavo ognjeodporne opeke, proizvodnjo glinice in drugo. 
Raztopine natrijevega aluminata so vmesni produkti v proizvodnji zeolitov.